# 甲ヶ山
甲ヶ山（かぶとがせん）は、鳥取県東伯郡琴浦町と西伯郡大山町との境にある山である。大山山系の一つ。標高は1,338m。

## 概要
- 大山主峰の北方に延びる稜線上に位置する。丸味を帯びた山容が甲に似ていることからこの名があるとされる。
- 南方にある矢筈ヶ山、北方の稜線上にある勝田ヶ山・船上山とともに、古期大山火山の溶岩流によって形成されたと考えられており、長い年月の浸食から硬い溶岩が残されて、特異な山容を呈するようになったとされる。古期大山の活動で生じたカルデラの外輪山の一部であるとする説もある。

## 山名の由来に関して
- 幕末か明治の初期に書かれた『大山寺領絵地図』には、甲ヶ山らしき山について兜山と記載されている。また元禄年間に書かれた『船上山併寺内分限記』には甲ヶ山らしき山について二児山と記載されている。兜山あるいは二児山がいつ頃から甲ヶ山と呼ばれるようになったかは不明である。